# مصحف

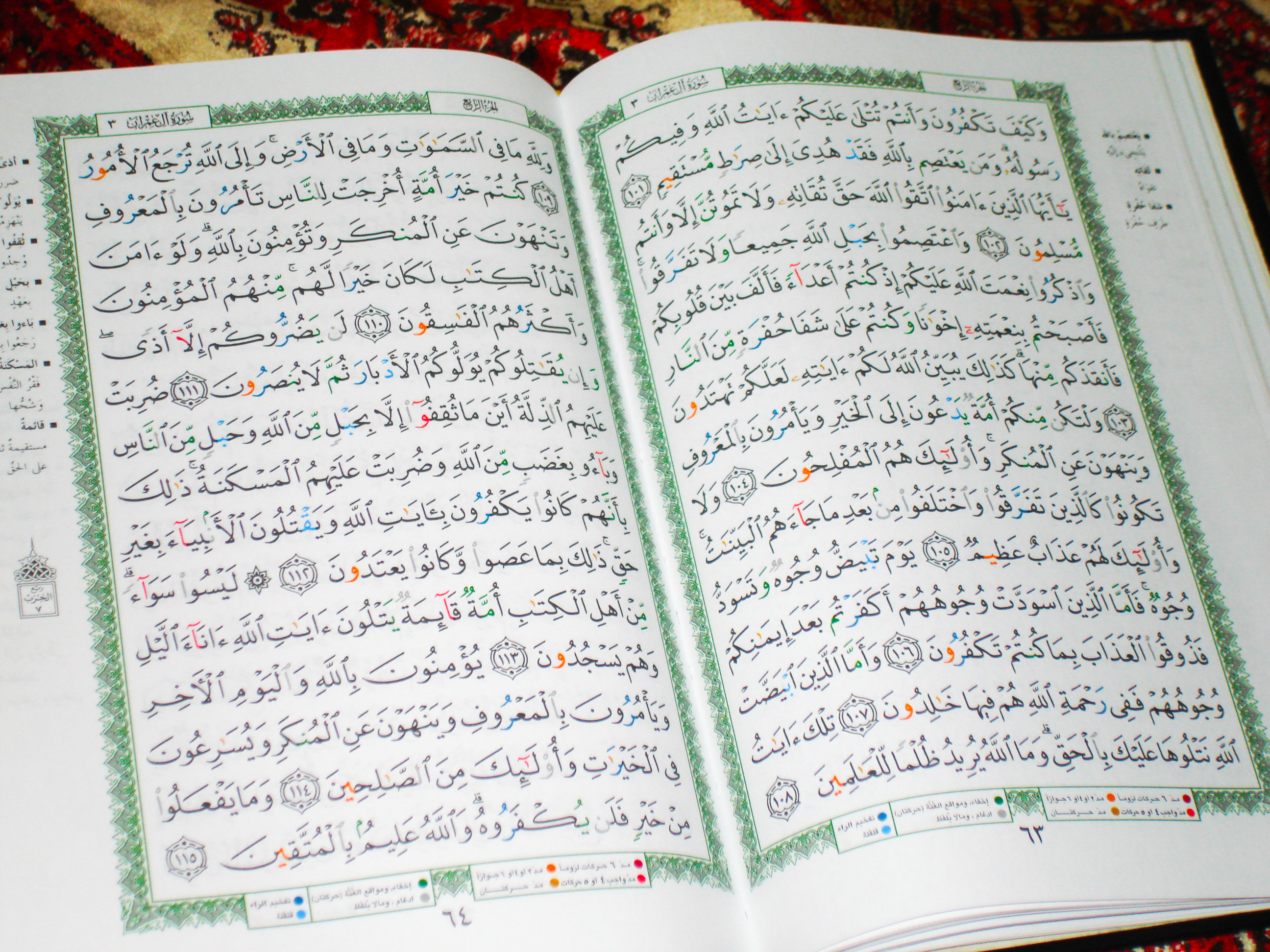
مصحف التجوید

مُصحَف مجموعه برگه‌هایی است که در یک جلد جای می‌دهند.
صحیفه نیز به معنی مصحف به کار رفته و جمع مکسر آن صحف است.
قرآن از کتاب های پیامبران پیشین به صحف یاد می‌کند؛ مانند صُحُفِ إِبْرَاهِیمَ وَمُوسَی
با وجود این قرآن خود را به نام کتاب معرفی می‌کند نه مصحف.
به نام قرآنی که در زمان عثمان گردآوری شد و به خط زید بن ثابت نوشته شده است مصحف امام گویند. این مصحف را عثمان برای خود در مدینه فراهم کرد و ۴ نسخه از آن قرآن را به مکه و شام و کوفه و بصره فرستاد.
مصحف‌های اولیه بدون نقطه و فاقد هرگونه علامت و نشانه بودند.
دهخدا به نقل از ناظم الاطباء می‌نویسد مُصَحَّفْ لفظی است که با تغییر نقطه با لفظ دیگر خوانده شود؛ مانند عید و عبد یا توشه و بوسه.

## برخی از مصحف‌های نخستین
مصحف‌های گوناگون با قرآن رایج در میان مسلمانان ظاهراً تفاوتهایی داشت. برخی از این مصحف‌ها عبارتند از:
- مصحف زید بن ثابت به دستور ابوبکر گردآوری شد.[۸]
- مصحف امام (مصحف عثمان) شامل قرائتهای هفتگانه است.
- مصحف ابن مسعود ۱۱۱ سوره داشت.[۹]
- مصحف ابی بن کعب دارای ۱۱۵ سوره بود.[۱۰]
- مصحف علی به ترتیب نزول قرآن بود.[۱۱]

مصحف فاطمه چیزی دربارهٔ قرآن یا احکام و حلال و حرام ندارد.